# Pugilato ai XVI Giochi del Mediterraneo
I tornei di  Pugilato ai XVI Giochi del Mediterraneo si sono svolti presso il palaghiaccio di Avezzano, una struttura con una capienza di circa 2000 spettatori posta a circa 100 chilometri dal Villaggio Mediterraneo. Inizialmente le gare furono programmate in piazza Risorgimento al centro della città abruzzese.
Ogni Paese ha potuto iscrivere al massimo 1 pugile per ogni categoria (vedi tabella).

## Calendario
Le gare, disputate tra il 27 giugno e il 2 luglio 2009, hanno seguito il seguente calendario:
| ● | Competizioni | ● | Finali |

| Giugno/Luglio |    |    |    |    |    |    |    |    |    |
| 26            | 27 | 28 | 29 | 30 | 01 | 02 | 03 | 04 | 05 |
|               | ●  | ●  | ●  | ●  | ●  | ●  |    |    |    |

## Risultati
| Evento | Oro                       | Argento                         | Bronzo                                  |
|        |                           |                                 |                                         |
| 48 kg  | Jeremy Beccu              | Jose Kelvin De La Nieve Linares | Alfonso Pinto Ferhat Pehlivan           |
| 51 kg  | Nordine Oubaali           | Francisco Torrijos Portillo     | Samir Brahimi Vincenzo Picardi          |
| 54 kg  | Vittorio Jahyn Parrinello | Abdelhalim Ouradi               | Hicham Mesbahi Salamana Wessan          |
| 57 kg  | Kerem Gurgen              | Branimir Stankovic              | Mohamed Amine Ouadahi Alessio Di Savino |
| 60 kg  | Domenico Valentino        | Filip Palic                     | Ljubomir Marjanovic Yakup Kilic         |
| 64 kg  | Alexis Vastine            | Driss Moussaid                  | Gaber El Sheairy Hamza Hassini          |
| 69 kg  | Onder Sipal               | Mehdi Khalsi                    | Velibor Vidic Hosam Abdyn               |
| 75 kg  | Rachid Hamani             | Adem Kılıççı                    | Mathieu Bauderlique Luca Podda          |
| 81 kg  | Bosko Draskovic           | Abdelhafid Benchabla            | Yahia Elmekachari Onder Ozgul           |
| 91 kg  | Clemente Russo            | Mourad Sahraoui                 | Mohammed Arjaoui Mohammad Ghossoun      |
| +91 kg | Roberto Cammarelle        | Marko Tomasovic                 | Alen Beganovic Mohamed Homrani          |

## Medagliere
| Posizione | Paese                |    |    |    | Totale |
| --------- | -------------------- | -- | -- | -- | ------ |
| 1         | Italia               | 4  | 0  | 4  | 8      |
| 2         | Francia              | 3  | 0  | 1  | 4      |
| 3         | Turchia              | 2  | 1  | 3  | 6      |
| 4         | Algeria              | 1  | 2  | 2  | 5      |
| 5         | Montenegro           | 1  | 0  | 1  | 2      |
| 6         | Marocco              | 0  | 2  | 2  | 4      |
| 7         | Croazia              | 0  | 2  | 0  | 2      |
| 7         | Spagna               | 0  | 2  | 0  | 2      |
| 9         | Tunisia              | 0  | 1  | 3  | 4      |
| 10        | Serbia               | 0  | 1  | 1  | 2      |
| 11        | Egitto               | 0  | 0  | 2  | 2      |
| 11        | Siria                | 0  | 0  | 2  | 2      |
| 13        | Bosnia ed Erzegovina | 0  | 0  | 1  | 1      |
| Totale    | Totale               | 11 | 11 | 22 | 44     |